# Vegard Skogheim
Vegard Skogheim (ur. 28 kwietnia 1966 w Hamar) – norweski piłkarz grający na pozycji środkowego pomocnika. W reprezentacji Norwegii rozegrał 13 meczów i strzelił 1 gola.

## Kariera klubowa
Karierę piłkarską Skogheim rozpoczął w klubie Hamarkameratene z rodzinnego Hamar. W 1983 roku zadebiutował w jego barwach w pierwszej lidze norweskiej. Na koniec 1983 roku spadł z Ham-Kam do drugiej ligi norweskiej. W 1985 roku powrócił z Ham-Kam do pierwszej ligi, a w 1987 roku klub z Hamar ponownie zaliczył degradację do drugiej ligi. W Hamarkameratene Skogheim grał do lata 1988.
Latem 1988 Skogheim przeszedł z Hamarkameratene do niemieckiego Werderu Brema, w którym grał wraz z rodakiem Rune Bratsethem. W Bundeslidze zadebiutował 22 października 1988 w przegranym 0:2 wyjazdowym meczu z 1. FC Köln. W Werderze rozegrał 3 ligowe spotkania i dotarł do finału Pucharu Niemiec, przegranego 1:4 z Borussią Dortmund.
W 1989 roku Skogheim wrócił do Hamarkameratene. W 1991 roku awansował z Ham-Kam z drugiej do pierwszej ligi. W Hamarkameratene grał do końca 1995 roku. W 1996 roku przeszedł do Vikinga. Grał w nim przez trzy sezony. W 1999 roku wrócił do Ham-Kam i na koniec 1999 roku zakończył karierę piłkarską.
| Sezon   | Klub            | Kraj     | Rozgrywki    | Mecze | Bramki |
| ------- | --------------- | -------- | ------------ | ----- | ------ |
| 1983    | Hamarkameratene | Norwegia | Tippeligaen  | 14    | 0      |
| 1984    | Hamarkameratene | Norwegia | Adeccoligaen | ?     | ?      |
| 1985    | Hamarkameratene | Norwegia | Adeccoligaen | 22    | 5      |
| 1986    | Hamarkameratene | Norwegia | Tippeligaen  | 22    | 4      |
| 1987    | Hamarkameratene | Norwegia | Tippeligaen  | 21    | 4      |
| 1988    | Hamarkameratene | Norwegia | Adeccoligaen | ?     | ?      |
| 1988/89 | Werder Brema    | RFN      | Bundesliga   | 3     | 0      |
| 1989    | Hamarkameratene | Norwegia | Adeccoligaen | ?     | ?      |
| 1990    | Hamarkameratene | Norwegia | Adeccoligaen | ?     | ?      |
| 1991    | Hamarkameratene | Norwegia | Adeccoligaen | ?     | ?      |
| 1992    | Hamarkameratene | Norwegia | Tippeligaen  | 21    | 4      |
| 1993    | Hamarkameratene | Norwegia | Tippeligaen  | 17    | 7      |
| 1994    | Hamarkameratene | Norwegia | Tippeligaen  | 19    | 3      |
| 1995    | Hamarkameratene | Norwegia | Tippeligaen  | 23    | 2      |
| 1996    | Viking FK       | Norwegia | Tippeligaen  | 16    | 1      |
| 1997    | Viking FK       | Norwegia | Tippeligaen  | 24    | 5      |
| 1998    | Viking FK       | Norwegia | Tippeligaen  | 19    | 5      |
| 1999    | Hamarkameratene | Norwegia | Adeccoligaen | 13    | 7      |

## Kariera reprezentacyjna
W swojej karierze Skogheim grał w młodzieżowych reprezentacjach Norwegii: U-19 i U-21. W dorosłej reprezentacji zadebiutował 17 grudnia 1984 roku w wygranym 1:0 towarzyskim spotkaniu z Egiptem. W swojej karierze grał m.in. w eliminacjach do Euro 88. Od 1984 do 1992 roku rozegrał w kadrze narodowej 13 meczów i strzelił 1 gola.
| Mecze i gole w reprezentacji | Mecze i gole w reprezentacji | Mecze i gole w reprezentacji | Mecze i gole w reprezentacji | Mecze i gole w reprezentacji | Mecze i gole w reprezentacji | Mecze i gole w reprezentacji |
| #                            | Data                         | Stadion                      | Rywal                        | Wynik                        | Gol                          | Rozgrywki                    |
| 1984                         | 1984                         | 1984                         | 1984                         | 1984                         | 1984                         | 1984                         |
| ---------------------------- | ---------------------------- | ---------------------------- | ---------------------------- | ---------------------------- | ---------------------------- | ---------------------------- |
| 1.                           | 17.12.1984                   | Kair, Egipt                  | Egipt                        | 1:0                          | 0                            | towarzyski                   |
| 1986                         |                              |                              |                              |                              |                              |                              |
| 2.                           | 26.02.1986                   | Saint George’s, Grenada      | Grenada                      | 2:1                          | 1                            | towarzyski                   |
| 3.                           | 20.08.1986                   | Oslo, Norwegia               | Rumunia                      | 2:2                          | 0                            | towarzyski                   |
| 4.                           | 14.10.1986                   | Oslo, Norwegia               | ZSRR                         | 0:0                          | 0                            | el. ME 1988                  |
| 5.                           | 08.11.1986                   | Lucerna, Szwajcaria          | Szwajcaria                   | 0:1                          | 0                            | el. ME 1988                  |
| 1987                         |                              |                              |                              |                              |                              |                              |
| 6.                           | 06.05.1987                   | Moss, Norwegia               | Turcja                       | 1:1                          | 0                            | el. ME 1988                  |
| 7.                           | 26.05.1987                   | Trondheim, Norwegia          | Bułgaria                     | 0:0                          | 0                            | el. ME 1988                  |
| 8.                           | 12.08.1987                   | Moskwa, Związek Radziecki    | ZSRR                         | 0:1                          | 0                            | el. ME 1988                  |
| 9.                           | 26.08.1987                   | Tromsø, Norwegia             | Szwajcaria                   | 0:0                          | 0                            | el. ME 1988                  |
| 10.                          | 09.09.1987                   | Reykjavík, Islandia          | Islandia                     | 1:2                          | 0                            | el. ME 1988                  |
| 11.                          | 23.09.1987                   | Oslo, Norwegia               | Islandia                     | 0:1                          | 0                            | el. ME 1988                  |
| 12.                          | 14.10.1987                   | Paryż, Francja               | Francja                      | 1:1                          | 0                            | el. ME 1988                  |
| 1992                         |                              |                              |                              |                              |                              |                              |
| 13.                          | 04.02.1992                   | Hamilton, Bermudy            | Bermudy                      | 3:1                          | 0                            | towarzyski                   |